# Leiva (La Rioja)
Leiva ist ein spanischer Ort am Unterlauf des Río Tirón in der Region La Rioja mit 245 Einwohnern (Stand: 2024).

## Lage
Leiva liegt im äußersten Westen der Provinz La Rioja etwa 300 Meter östlich des von Río Tirón gespeisten Stausees. Knapp 58 Fahrtkilometer trennen den Ort von Logroño; die nächstgrößeren Städte sind Haro (20 Kilometer östlich) und Miranda de Ebro (ca. 29 Kilometer nördlich). Der am Jakobsweg gelegene Hauptort der Comarca, Santo Domingo de la Calzada, befindet sich nur etwa 12,5 Kilometer südöstlich.

## Bevölkerungsentwicklung
| Jahr      | 1960 | 1970 | 1981 | 1991 | 2001 | 2010 |
| Einwohner | 609  | 510  | 427  | 324  | 294  | 292  |

In der 2. Hälfte des 19. und der ersten Hälfte des 20. Jahrhunderts hatte der Ort stets über 600 Einwohner. Infolge der Mechanisierung der Landwirtschaft und des daraus resultierenden geringeren Arbeitskräftebedarfs ist die Zahl der Einwohner seit der Mitte des 20. Jahrhunderts deutlich zurückgegangen.

## Wirtschaft
An erster Stelle im Wirtschaftsleben der Gemeinde steht traditionell die Landwirtschaft und hier vor allem der Weinbau. Leiva gehört zum Anbaugebiet der Rioja Alta. Daneben werden auch Weizen, Gerste, Kartoffeln sowie Gemüse kultiviert.

## Geschichte
Zur Geschichte des Ortes sind keine Informationen verfügbar.

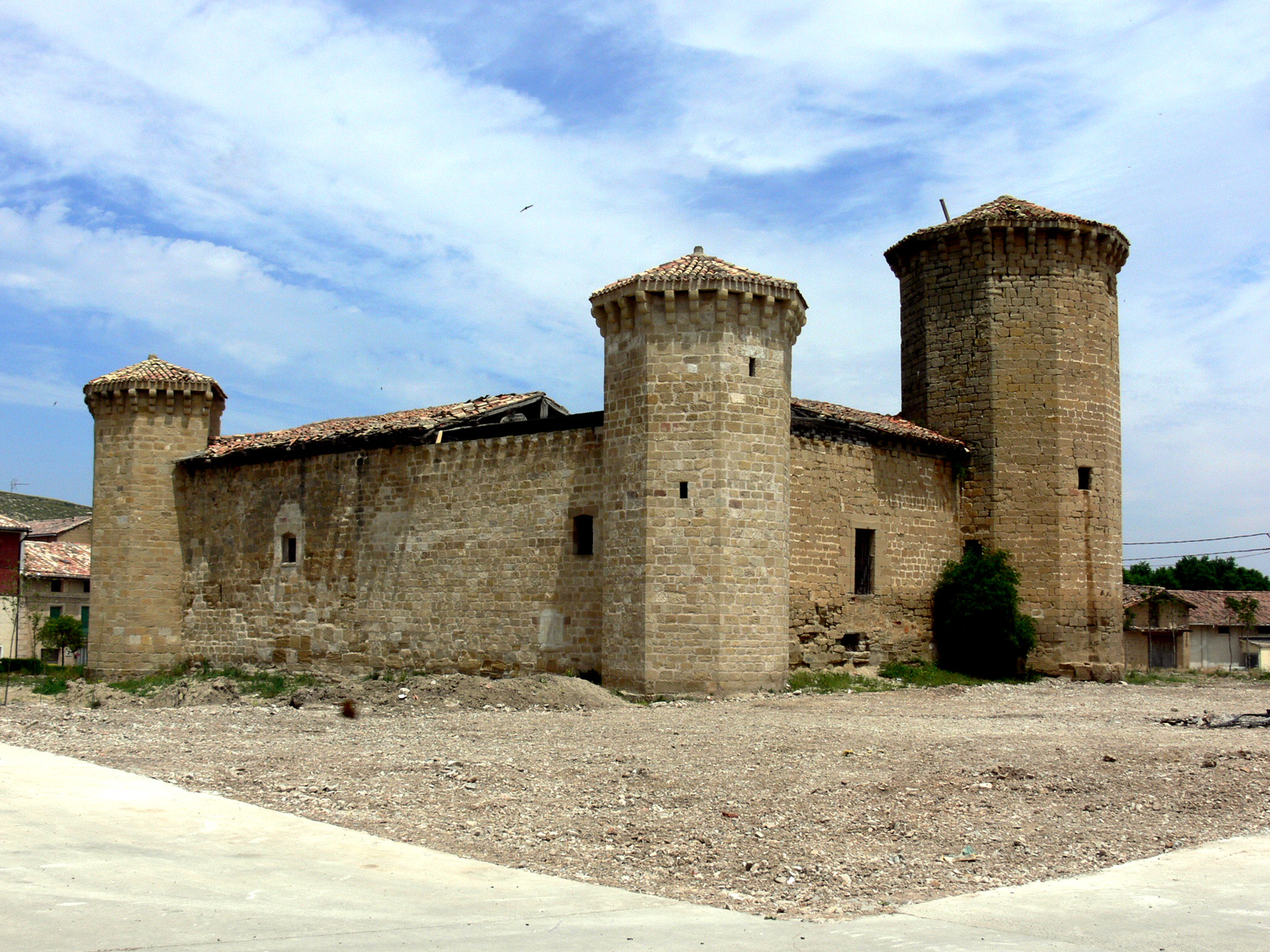
Castillo de Leiva

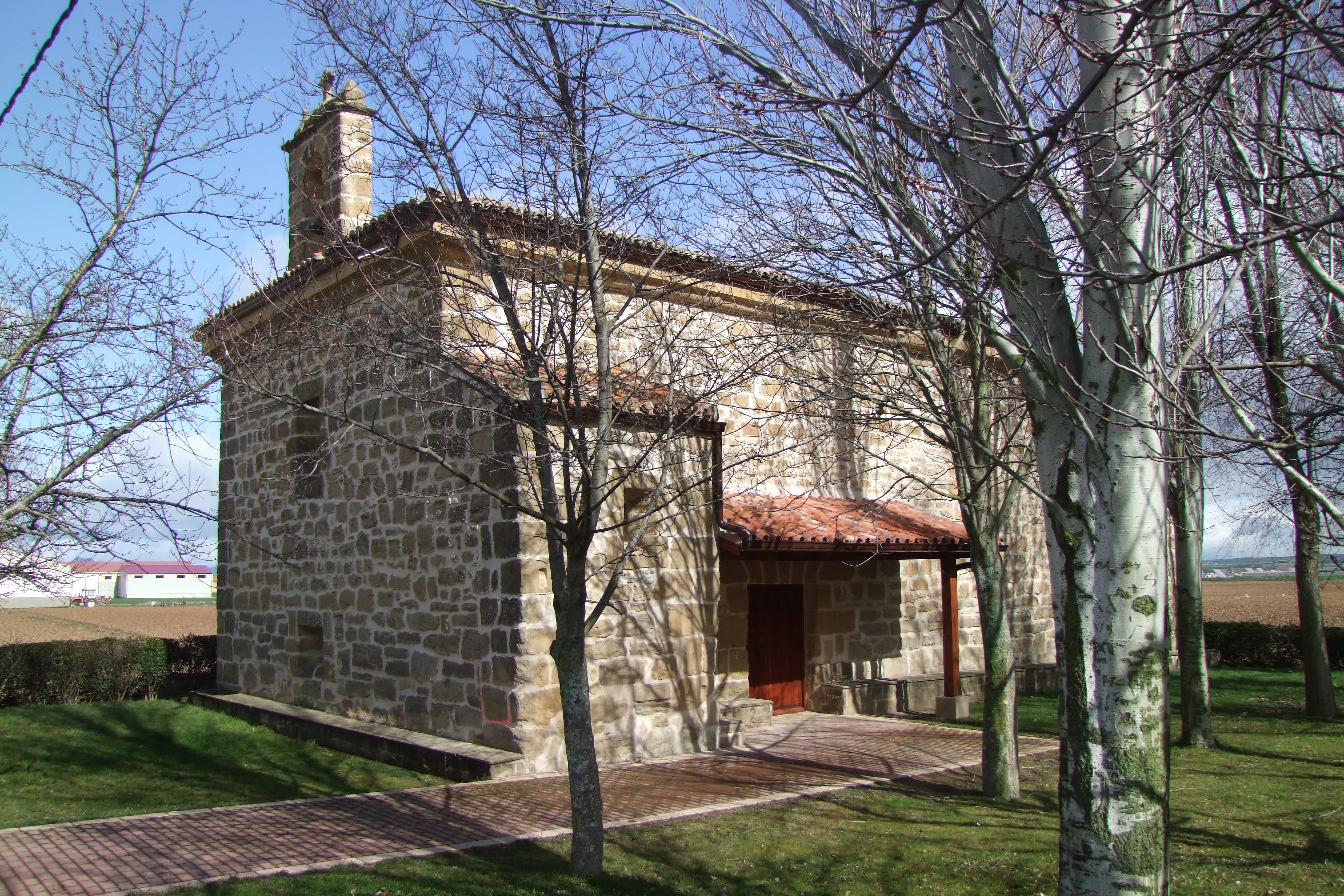
Ermita de la Virgen Peregrina

## Sehenswürdigkeiten
- Die etwa 200 Meter südlich der Ortsmitte stehende Burg (Castillo de Leiva) ist eine gut erhaltene Anlage aus dem 15. Jahrhundert. Ein quadratischer und drei oktogonale Türme umschließen einen rechteckigen Hof; einer der Türme (torre de homenaje) ist deutlich größer und höher als die anderen drei.
- Die dreischiffige Kirche steht inmitten einer Häuserzeile und stammt ebenfalls aus dem 15. Jahrhundert. Die Westfassade beeindruckt durch einen mächtigen Turm auf viereckigem Grundriss mit einem hohen Portalbogen. Im Zentrum des eher kleinen Altarretabels vor dem geraden Chorschluss des linken Seitenschiffs findet sich eine Kreuzigungsszene.
- Die kleine einschiffige Einsiedlerkirche (Ermita de la Virgen Peregrina) aus dem 18. Jahrhundert steht etwas außerhalb des Ortes und ist das Ziel einer alljährlichen Prozession. Die kleine Kirche hat ein Südportal, aber einen Glockengiebel (espadaña) über der ansonsten schmucklosen Westfassade.

## Persönlichkeiten
- Antonio de Leyva (1480–1536), Feldherr Karls V. in den Italienkriegen